# Beauval-en-Caux
Pour les articles homonymes, voir Beauval et Caux (homonymie).
Beauval-en-Caux est une commune française située dans le département de la Seine-Maritime en région Normandie.

## Géographie

### Localisation
La commune est située dans le pays de Caux.

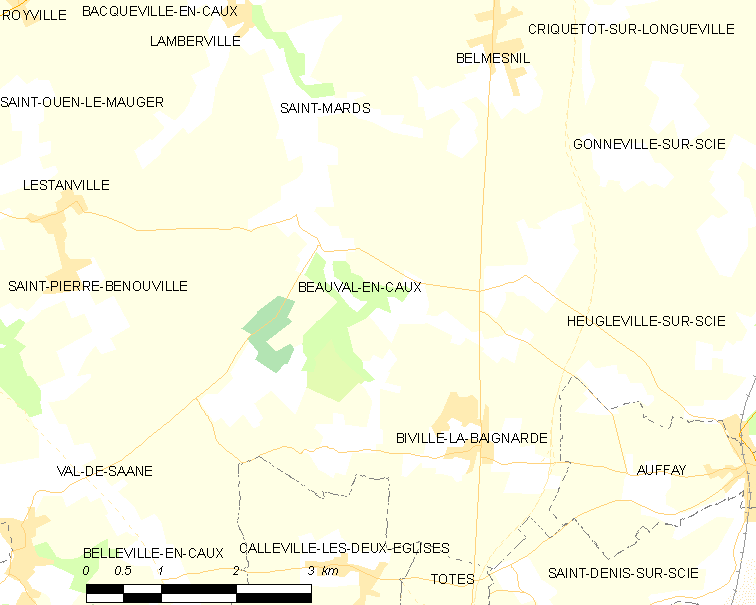
Carte de la commune.

|                         | Saint-Mards                 | Belmesnil            |
| Saint-Pierre-Bénouville | Beauval-en-Caux             | Gonneville-sur-Scie  |
| Val-de-Saâne            | Calleville-les-Deux-Églises | Biville-la-Baignarde |

### Hydrographie
La commune est située dans le bassin Seine-Normandie. Elle est drainée par la Vienne,.
La Vienne, d'une longueur de 15 km, prend sa source dans la commune  et se jette  dans la Saâne à Ambrumesnil, après avoir traversé neuf communes. 

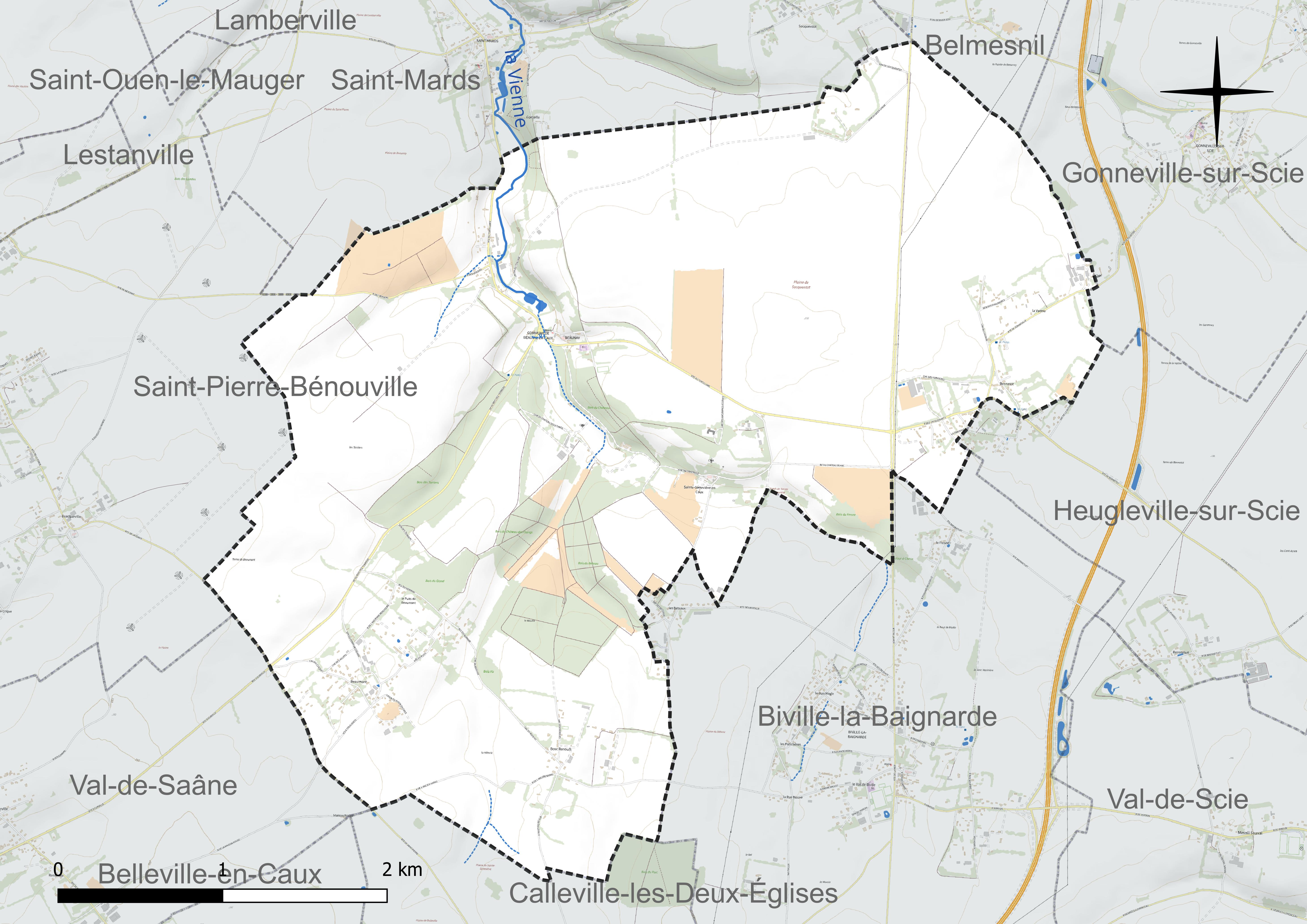
Réseau hydrographique de Beauval-en-Caux.

### Climat
Pour des articles plus généraux, voir Climat de la Normandie et Climat de la Seine-Maritime.
En 2010, le climat de la commune est de type climat océanique altéré, selon une étude du CNRS s'appuyant sur une série de données couvrant la période 1971-2000. En 2020, Météo-France publie une typologie des climats de la France métropolitaine dans laquelle la commune est exposée à un climat océanique et est dans la région climatique Côtes de la Manche orientale, caractérisée par un faible ensoleillement (1 550 h/an) ; forte humidité de l’air (plus de 20 h/jour avec humidité relative > 80 % en hiver), vents forts fréquents. Parallèlement le GIEC normand, un groupe régional d’experts sur le climat, différencie quant à lui, dans une étude de 2020, trois grands types de climats pour la région Normandie, nuancés à une échelle plus fine par les facteurs géographiques locaux. La commune est, selon ce zonage, exposée à un « climat maritime », correspondant au Pays de Caux, frais, humide et pluvieux, légèrement plus frais que dans le Cotentin.
Pour la période 1971-2000, la température annuelle moyenne est de 10,3 °C, avec une amplitude thermique annuelle de 13,6 °C. Le cumul annuel moyen de précipitations est de 928 mm, avec 13,5 jours de précipitations en janvier et 8,6 jours en juillet. Pour la période 1991-2020, la température moyenne annuelle observée sur la station météorologique la plus proche, située sur la commune d'Ectot-lès-Baons à 19 km à vol d'oiseau, est de 10,8 °C et le cumul annuel moyen de précipitations est de 905,5 mm,. Pour l'avenir, les paramètres climatiques de la commune estimés pour 2050 selon différents scénarios d'émission de gaz à effet de serre sont consultables sur un site dédié publié par Météo-France en novembre 2022.

## Urbanisme

### Typologie
Au 1er janvier 2024, Beauval-en-Caux est catégorisée commune rurale à habitat dispersé, selon la nouvelle grille communale de densité à sept niveaux définie par l'Insee en 2022.
Elle est située hors unité urbaine. Par ailleurs la commune fait partie de l'aire d'attraction de Rouen, dont elle est une commune de la couronne,. Cette aire, qui regroupe 317 communes, est catégorisée dans les aires de 200 000 à moins de 700 000 habitants,.

### Occupation des sols
L'occupation des sols de la commune, telle qu'elle ressort de la base de données européenne d’occupation biophysique des sols Corine Land Cover (CLC), est marquée par l'importance des territoires agricoles (92 % en 2018), une proportion identique à celle de 1990 (92 %). La répartition détaillée en 2018 est la suivante : 
terres arables (66,4 %), prairies (25,7 %), forêts (8 %). L'évolution de l’occupation des sols de la commune et de ses infrastructures peut être observée sur les différentes représentations cartographiques du territoire : la carte de Cassini (XVIIIe siècle), la carte d'état-major (1820-1866) et les cartes ou photos aériennes de l'IGN pour la période actuelle (1950 à aujourd'hui).

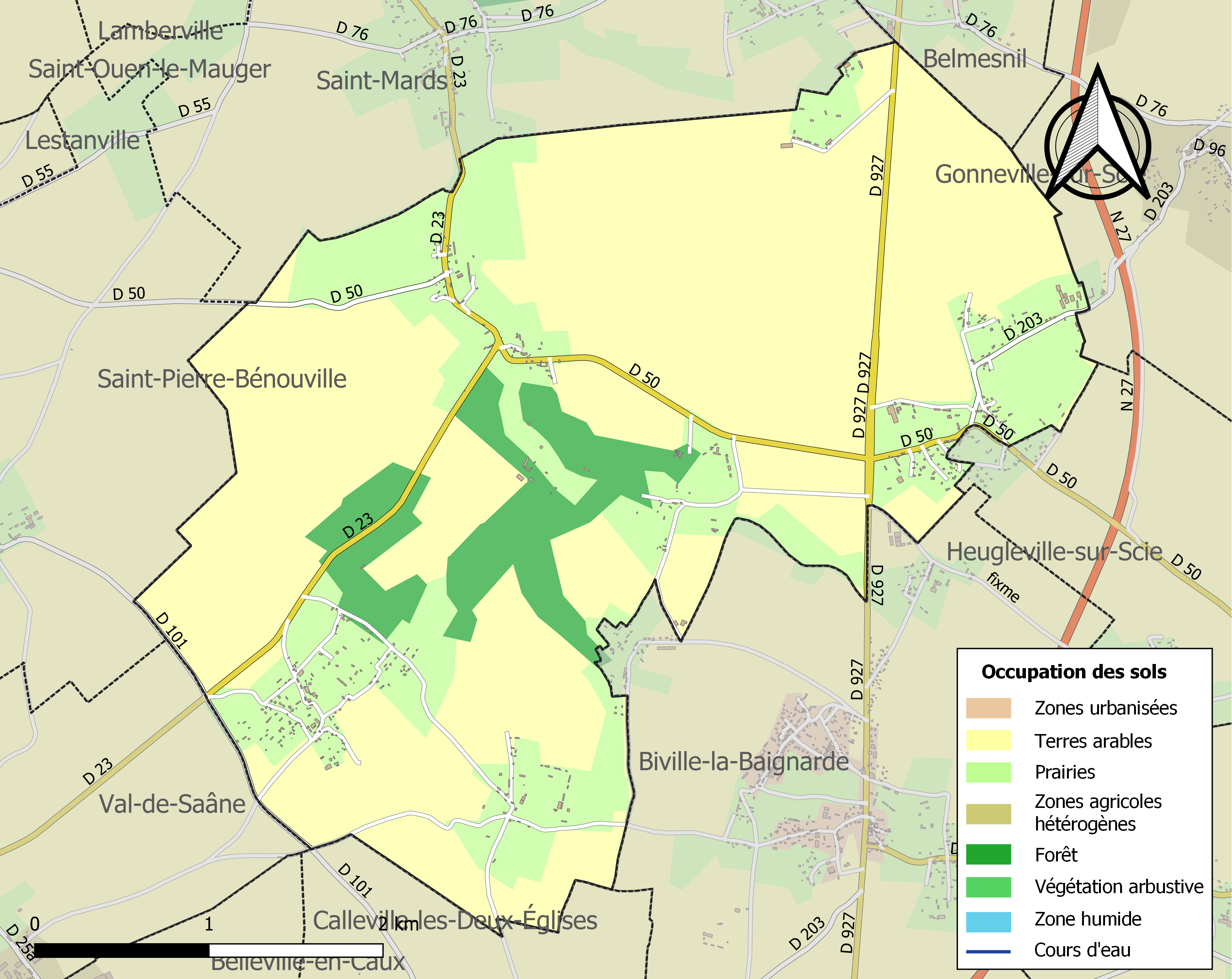
Carte des infrastructures et de l'occupation des sols de la commune en 2018 (CLC).

## Toponymie
Beauval-en-Caux résulte de la fusion de Beaunay et de Sainte-Geneviève-en-Caux par arrêtè préfectoral du 13 août 1965.
Le nom de la localité est attesté sous les formes Sancte Genovefe en 1155, Beaunay en 1793, Beauval-en-Caux en  1965.
Beaunay est attesté sous les formes Belnaco entre 1060 et 1066, Belnaicus en 1088.
Beauval, (la « belle vallée »), dans la vallée de la Vienne, affluent de la Saâne. Si le mot val est aujourd'hui masculin, le mot latin vallis est féminin.
Le pays de Caux est une région naturelle de Normandie.

## Histoire
Commune constituée par la fusion en 1965 de Beaunay et de Sainte-Geneviève-en-Caux.

## Politique et administration
| Période                                  | Période                    | Identité                  | Étiquette | Qualité |
| ---------------------------------------- | -------------------------- | ------------------------- | --------- | ------- |
| Les données manquantes sont à compléter. |                            |                           |           |         |
| 1813                                     | 1846                       | Pierre Alexandre Baudouin |           |         |
| 1965                                     | 1988                       | Michel Lehoucq            |           |         |
| 1988                                     | 1995                       | Louis Houard              |           |         |
| 1995                                     | 2008                       | Jean-Pierre Passemar      | RPR       |         |
| 2008                                     | juillet 2020               | Philippe Wemaere          | SE        |         |
| juillet 2020                             | En cours (au 10 août 2020) | Éric Dujardin             | SE        |         |

## Démographie
L'évolution du nombre d'habitants est connue à travers les recensements de la population effectués dans la commune depuis 1793. Pour les communes de moins de 10 000 habitants, une enquête de recensement portant sur toute la population est réalisée tous les cinq ans, les populations de référence des années intermédiaires étant quant à elles estimées par interpolation ou extrapolation. Pour la commune, le premier recensement exhaustif entrant dans le cadre du nouveau dispositif a été réalisé en 2005.

En 2022, la commune comptait 464 habitants, en évolution de −5,31 % par rapport à 2016 (Seine-Maritime : +0,35 %, France hors Mayotte : +2,11 %).
| 1793 | 1800 | 1806 | 1821 | 1831 | 1836 | 1841 | 1846 | 1851 |
| ---- | ---- | ---- | ---- | ---- | ---- | ---- | ---- | ---- |
| 540  | 494  | 564  | 525  | 550  | 518  | 518  | 562  | 557  |

| 1856 | 1861 | 1866 | 1872 | 1876 | 1881 | 1886 | 1891 | 1896 |
| ---- | ---- | ---- | ---- | ---- | ---- | ---- | ---- | ---- |
| 552  | 537  | 495  | 468  | 428  | 421  | 388  | 391  | 346  |

| 1901 | 1906 | 1911 | 1921 | 1926 | 1931 | 1936 | 1946 | 1954 |
| ---- | ---- | ---- | ---- | ---- | ---- | ---- | ---- | ---- |
| 332  | 330  | 318  | 294  | 262  | 264  | 265  | 295  | 304  |

| 1962 | 1968 | 1975 | 1982 | 1990 | 1999 | 2005 | 2006 | 2010 |
| ---- | ---- | ---- | ---- | ---- | ---- | ---- | ---- | ---- |
| 318  | 521  | 457  | 398  | 412  | 436  | 411  | 412  | 461  |

| 2015 | 2020 | 2022 | - | - | - | - | - | - |
| ---- | ---- | ---- | - | - | - | - | - | - |
| 492  | 463  | 464  | - | - | - | - | - | - |

## Culture locale et patrimoine

### Lieux et monuments

#### Églises
- Église Saint-Pierre de Beaunay (XIIe-XIIIe siècles) : située à proximité d'une grande motte féodale. Fonts baptismaux à cuve octogonale en pierre du XIIe siècle. Le clocher à bulbe en tuffeau est placé au-dessus du portail.
- Église Sainte-Geneviève : le clocher a été aménagé à même le mur de la façade occidentale. Le clocher-mur roman de cette église est unique en Seine-Maritime. On en dénombre seulement trois au nord de la Loire.
- La croix calvaire actuellement en place en bas de l'église à l'intersection des routes de Bacqueville-en-Caux et de Val-de-Saâne n'est pas à sa place initiale. Elle a été amenée ici dans les années 1970. Autrefois et depuis son origine, elle se trouvait dans la plaine de Bennetot - La Vâtine à l'intersection de deux vieux chemins aujourd'hui aliénés.

#### Châteaux et manoirs
- Le château de Beaunay (XVIe-XVIIe-XVIIIe siècles) : acquis en 1579 par Jacques Dyel, à sa mort, il lègue le domaine à son neveu Jen Dyel, Baron d'Auffay. Il y construit le manoir au XVIIe siècle. En 1808, le baron Charles Levavasseur, grand capitaine d'industrie et député de la circonscription en devient propriétaire. Le château est désigné aujourd'hui « château des Étangs ».
- Le château Blanc (XIXe siècle) : situé à Sainte-Geneviève et construit vers 1810, il fut remanié vers 1860. Le bâtiment a été établi à l'emplacement d'une ancienne ferme si l'on en juge par l'importance du colombier.
  - Le colombier (XVIIe siècle) : au château Blanc, les soubassements en grès de ce pigeonnier sont les soubassements d'une cave semi-enterrée dont la coupole convexe forme le sol bombé du bâtiment en cylindre. La porte d'accès est ornée d'un réticulatum asymétrique en grès et silex formant un damier[26].
- Le manoir du Bosc-Renoult (XVIe-XVIIIe) : haute maison de maître, au toit d'une taille égale à celle de la façade, sur laquelle sont accolés au XVIIe siècle de petits pavillons. La façade est en briques rouges et brunes vernissées croisillonnées.

#### Autres
- Le puits de Beaumont est en grès, de 35 mètres de profondeur qui s'inspire des clos-masures : un toit en chaume qui déborde sur le corps de l'édifice à pans de bois.
- Les jardins du château de Beaumont[27]

### Patrimoine naturel

#### Site classé
- Le chêne de la ferme de Socquentot à Beauval-en-Caux  Site classé (1937) 49° 45′ 24″ N, 1° 02′ 35″ E[28],[29],[30],[31].
Ce chêne pédonculé aurait au moins 600 ans (plantation vers 1400 ?) et se trouve sur la propriété du maire Philippe Wemaëre.

### Personnalités liées à la commune
- Charles Levavasseur (1804-1894), homme politique.
- Thomas Pesquet (1978), ingénieur aéronautique, pilote de ligne et spationaute.

### Héraldique
| Armes de Beauval-en-Caux | Les armes de la commune de Beauval-en-Caux se blasonnent ainsi : D'argent au sautoir d'azur chargé d’un chêne arraché d'or, cantonné, en chef, d'un trèfle et en pointe d'un lion léopardé, à dextre d'une tête d’aigle arrachée contournée à senestre d’une merlette le tout de gueules. |